# Карл Кабат
Карл К. Кабат (нар. 10 жовтня 1933 — пом. 4 серпня 2022) — американський священник католицького релігійного ордену Місіонерів Облати Непорочної Марії, найвідоміший своїми ексцентричними, ненасильницькими протестами проти ядерної зброї. Протягом життя він провів за ґратами понад 17 років.

## Ранні роки
Кабат народився 10 жовтня 1933 року на фермі в Шеллері, округ Джефферсон, штат Іллінойс, США. Він став третьою дитиною з п'яти. Він кинув Університет Іллінойсу, де навчався на медичному факультеті. Його висвятили у священника у 1959 році через рік після старшого брата Пола, члена того ж ордену. Він служив місіонером спочатку на Філіппінах, а потім у Бразилії.

## Активізм
9 вересня 1980 року Кабат і семеро інших (відомих як «Вісімка рал») увійшли в будівлю систем повторного входу General Electric у Кінг-оф-Пруша, штат Пенсільванія, де виготовлялися головні частини для Mark 12A. Вони пошкодили дві автівки, облили кров'ю документи та помолилися за мир. Їх заарештували та спочатку звинуватили у крадіжці зі зломом та інших звинуваченнях.
У лютому 1981 року вони постали перед судом присяжних у Норрістауні, штат Пенсільванія. Під час судового розгляду їм відмовили в обґрунтуванні підстав захистом і вони не надали свідчень експертів. Присяжні визнали їх винними в крадіжці зі зломом, змові та хуліганстві та засудили до позбавлення волі на строк від п'яти до десяти років. Вони подали апеляцію, і у лютому 1984 року Вищий суд Пенсільванії скасував їхні вироки. У листопаді 1984 року Кабат з іншими чотирма протестувальниками пошкодив огорожу й увірвався до пускової шахти Minuteman II за 30 миль на схід від Канзас-Сіті, штат Міссурі. Їх затримали, коли вони сиділи в колі, співали та трималися за руки. За цей протест Кабат отримав 18 років ув'язнення, з яких відсидів 10 років.
Після рішення Верховного суду Пенсільванії восени 1985 року на користь штату Пенсільванія з певних питань, справу «Вісімки рал» повернули до апеляційної колегії Верховного суду. У грудні 1987 року Верховний суд Пенсільванії відхилив апеляцію, але ухвалив рішення про повторне винесення вироку. Однак нове рішення оскаржили у Верховному суді Пенсільванії. У лютому 1989 року Верховний суд Пенсільванії відмовив у розгляді будь-яких подальших питань у справі, а 2 жовтня 1989 року Верховний суд США оголосив, що не розглядатиме апеляцію «Вісімки рал». 10 квітня 1990 року Суд з громадянських питань Пенсільванії в Норрістауні повторно засудив «Вісімку рал», і, оскільки ні прокурор, ні General Electric не дали жодних рекомендацій і не вимагали відшкодування, їх умовно-достроково звільнили на термін до 23 з половиною місяців з урахуванням часу, який вже відбули у в'язниці. Суддя Джеймс Бекінгем розглянув заяви підсудних, адвоката Ремсі Кларка, доктора Роберта Джея Ліфтона та професорів Річарда Фалька та Говарда Зінна, помістивши злочин у контекст загального важкого становища людства, міжнародного права, давньої американської традиції інакомислення та примат індивідуальної свідомості над укоріненою політичною системою.
У 2009 році Кабат протестував проти ракетного комплексу Minuteman поблизу Грілі, Колорадо.
4 липня 2011 року та знову 4 липня 2012 року Кабат увійшов на завод з виробництва компонентів для ядерної бомби, який тоді будувався у Канзас-Сіті. Він назвав це проникнення «85% Pruning Hooks action», посилаючись на той факт, що завод виробляв приблизно 85 % неядерних компонентів для ядерної зброї США.
13 грудня 2013 року Кабата з п'ятьма іншими протестувальниками визнали винними у повторному проникненні на територію заводу в Канзас-Сіті, але вони отримали незвичайний вирок — написати есе, у якому відповідають на запитання, поставлені суддею.

## Смерть
Кабат помер у віці 88 років 4 серпня 2022 року в резиденції Мадонни Облати в Сан-Антоніо, штат Техас.